# Краєвидний провулок (Київ, Дніпровський район)
Краєви́дний прову́лок — зниклий провулок, що існував у Дніпровському районі міста Києва, місцевість Воскресенська слобідка. Пролягав від Краєвидної вулиці до кінця забудови.

## Історія
Провулок виник у першій половині XX століття під назвою (2-га) Оболонська вулиця. Назву Краєвидний провулок набув 1955 року. Ліквідований 1978 року у зв'язку зі знесенням старої забудови Воскресенської слобідки та частковим переплануванням місцевості.